# Pieter Oosterhoff
Pieter Theodorus Oosterhoff (1904 – 1978) è stato un astronomo olandese.
Fu coamministratore, con Jan Oort, dell'Osservatorio di Leida, nei Paesi Bassi.
Pubblicò opere in particolare sulle stelle variabili e sulla fotometria; la sua scoperta più importante fu, nel 1939, quella di scoprire che gli ammassi globulari sembrano divisi in due popolazioni distinte basate sulla periodicità delle variabili RR Lyrae. Da lui derivano i nomi di queste due popolazioni, note oggi come "Gruppi di Oosterhoff".
Tra il 1951 e il 1952 fu assistente segretario generale della IAU.
L'asteroide 1738 Oosterhoff è stato dedicato alla sua memoria.